# Ollastra
Ollastra (sardisk: Ollàsta) er en by og en kommune (comune) i provinsen Oristano i regionen Sardinien i Italien. Byen ligger i 23 meters højde og har 1.219 indbyggere (2016). Kommunen har et areal på 21,47 km² og grænser til kommunerne Fordongianus, Siapiccia, Simaxis, Villanova Truschedu og Zerfaliu.